# 辰罡科技
辰罡科技有限公司，簡稱辰罡科技（英語：ABC MULTIACTIVE LIMITED，港交所：8131），於1978年由多名投資者創立專門為银行和证券公司提供证券交易和结算软体的服务。
現時主席及總裁為許智豪。總部位於香港安慶臺1號安慶大廈23楼。招股價為1.2港元，發行新股為0.41876億股，而集資額為0.5億港元，股份則在2001年1月31日於港交所創業板上市。
2014年11月21日，當時旗下「Multiactive Software Pty Limited」及「Maximizer Software Pty Limited」，於澳大利亞進行清盤和解散完成，原因是過去無營業一段長時間，而本公司預計將不會有新業務於澳洲經營。因此已議決根據澳洲證券及投資委員會的澳洲公司法自動清盤。

## 連結
- ABCMultiactive.com （页面存档备份，存于）